# Agrarzeitung
Die Agrarzeitung (eigene Schreibweise: agrarzeitung) ist eine wöchentlich erscheinende Agrar-Fachzeitung der Verlagsgruppe Deutscher Fachverlag und auf die Wirtschaftsberichterstattung und Agrarpolitik fokussiert, bildet aber auch die zeitgenössische professionelle Agrarbranche ab. Außerdem bildet sie in der Onlineausgabe fachübergreifende Themen durch aufwändige Longread-Interviews ab und ist in ihrem Bereich ikonisch. Sie erscheint wöchentlich freitags und wird ergänzt von einem Onlineangebot und Apps. Die verkaufte Auflage liegt laut IVW bei 6163 Exemplaren (inkl. digitale Ausgaben). Die Verbreitung konzentriert sich auf den deutschsprachigen Handelsraum.
Das Blatt erscheint meist auf 16 Seiten, bei besonderem redaktionellem Bedarf jedoch auch auf 24 Seiten. Erscheinungsort ist Frankfurt am Main, wo auch der Druck der Zeitung erfolgt. Die Herstellung erfolgt in der Frankfurter Societäts-Druckerei. Die Agrarzeitung ist die auflagenstärkste Publikation im Bereich Agrarhandel und Landwirtschaft in Deutschland und unabhängig von Verbandsinteressen als unabhängige Abonnementpublikation organisiert.
Die Zeitschrift erschien seit 1946 unter dem Titel Ernährungsdienst (kurz ED). 2009 wurde der Name zu Agrarzeitung geändert.
Die Agrarzeitung zeichnet mit dem „Förderpreis der Agrarwirtschaft“ innovative Ideen junger Agrarier aus. Ebenso wird seit 2014 jährlich der Ehrenpreis „Agrarunternehmer des Jahres“ verliehen.

## Aufbau
Die Agrarzeitung ist in feste Ressorts unterteilt: Kommentar auf Seite 2, Thema der Woche auf Seite 3, Politik auf Seite 4; danach folgen Wirtschaft, Report, Märkte, Karriere und die Rubrik Querfeldein. Querfeldein befindet sich auf der letzten Seite und zeigt bunte Themen aus dem weiteren Umfeld der Landwirtschaft.
| Ressort        | Buch | Verantwortlicher |
| -------------- | ---- | ---------------- |
| Märkte         | 5    | Olaf Schulz      |
| New Meat       |      | Silvana Grass    |
| Pflanzenschutz | 6    | René Schal       |
| Politik        | 3    | Patrick Pehl     |
| Querfeldein    | 8    | Olaf Schulz      |
| Tier           |      | n. a.            |
| Wirtschaft     | 4    | Bernhard Vetter  |

Im Onlineauftritt erscheinen viele Artikel hinter der Bezahlschranke, wie oft üblich für Fachmedien. Im gleichen Verlagsbereich erscheinen die Fleischmedien der dfv Mediengruppe und seit 2023 auch die Magazine für pflanzenbetonte Ernährungskonzepte New Food Economy und New Meat, der Bereich wird vom Chefredakteur der agrararzeitung Olaf Deininger geleitet.

## Redaktion
Derzeit arbeitet eine feste Redaktion aus einem halben Dutzend Redakteuren, vier Korrespondenten, einem Reporter und einigen freien Autoren, unter anderem im polnischen Warschau und München unter der Leitung der Chefredaktion an der Herausgabe der Zeitung. Die Redaktion hat ihren Sitz im hessischen Frankfurt am Main und bildet journalistischen Nachwuchs (Volontäre) aus. Chefredakteur Olaf Deininger folgte auf Stefanie Pionke und Angela Werner, und sie wiederum auf Dietrich Holler. Um die politischen Entwicklungen zu verfolgen, unterhält die Redaktion ein Hauptstadtbüro in Berlin und ein Büro im belgischen Brüssel. Ein besonderes Merkmal der Redaktion ist, dass ausführliche Interviews mit hochrangigen Vertretern aus Wirtschaft und Politik veröffentlicht werden, die nicht immer auf den ersten Blick als Fachpolitiker erkennbar sind, was der Publikation den Ruf einer breiten Betrachtung der Welt für ihre Lesen eingebracht hat.